# Adam Clayton (futbolista)
Adam Clayton (Mánchester, Inglaterra, 14 de enero de 1989) es un futbolista inglés que juega en la posición de centrocampista en el Rochdale A. F. C. de la National League.

## Clubes
| Club                               | País       | Año       |
| ---------------------------------- | ---------- | --------- |
| Manchester City F. C.              | Inglaterra | 2008-2010 |
| Carlisle United F. C. (cedido)     | Inglaterra | 2009-2010 |
| Leeds United F. C. (cedido)        | Inglaterra | 2010      |
| Leeds United F. C.                 | Inglaterra | 2010-2012 |
| Peterborough United F. C. (cedido) | Inglaterra | 2010-2011 |
| Milton Keynes Dons F. C. (cedido)  | Inglaterra | 2011      |
| Huddersfield Town A. F. C.         | Inglaterra | 2012-2014 |
| Middlesbrough F. C.                | Inglaterra | 2014-2020 |
| Birmingham City F. C.              | Inglaterra | 2020-2021 |
| Doncaster Rovers F. C.             | Inglaterra | 2022-2023 |
| Bradford City A. F. C.             | Inglaterra | 2023      |
| Rochdale A. F. C.                  | Inglaterra | 2023-     |